# 柿崎一郎
柿崎 一郎（かきざき いちろう、1971年 - ）は、日本の東南アジア鉄道学者、横浜市立大学教授。

## 略歴
1971年静岡県生まれ。1993年東京外国語大学外国語学部卒業。1999年東京外国語大学大学院地域文化研究科博士後期課程修了、「タイの鉄道とバンコク中心経済圏の形成 ―1897～1941年」で博士（学術）。1999年横浜市立大学講師、2003年助教授、2007年准教授を経て、2015年国際総合科学部教授。地域研究の手法でタイを中心とする東南アジアの交通に関する研究を行う。

## 著書
- 『タイ経済と鉄道 1885～1935年』日本経済評論社 2000
- 『物語タイの歴史 微笑みの国の真実』2007 中公新書
- 『鉄道と道路の政治経済学 タイの交通政策と商品流通1935～1975年』京都大学学術出版会 2009
- 『王国の鉄路 タイ鉄道の歴史』京都大学学術出版会 2010
- 『東南アジアを学ぼう 「メコン圏」入門』2011 ちくまプリマー新書
- 『都市交通のポリティクス バンコク1886～2012年』京都大学学術出版会 2014
- 『タイ謎解き散歩』KADOKAWA（中経の文庫） 2014
- 『タイの基礎知識』めこん（アジアの基礎知識） 2016
- 『タイ鉄道と日本軍 鉄道の戦時動員の実像1941～1945年』京都大学学術出版会 2018

### 翻訳
- リスベス・スルイター『母なるメコン、その豊かさを蝕む開発』高橋宏明、中野亜里共訳 めこん 1999